# یوری کریمارنکو
یوری کریمارنکو (اوکراینی: Юрій Олександрович Кримаренко؛ زادهٔ ۱۱ اوت ۱۹۸۳) ورزشکار پرش ارتفاع اهل اوکراین است.
وی در مسابقات کشوری و بین‌المللی در مجموع برندهٔ ۱ مدال طلا، ۱ مدال برنز شده‌است.